# Фрајбург
Фрајбург (њем. Freiburg im Breisgau) је општина у њемачкој савезној држави Баден-Виртемберг. Посједује регионалну шифру (AGS) 8311000. Налази се на западној падини јужног Шварцвалда. Има 221.924 становника (2010).

## Географија
Налази се на југозападу Немачке. Близу је тромеђе Швајцарске, Француске и Немачке. Француска је удаљена око 25 km, а Швајцарска 60 km. Општина се налази на надморској висини од 278 m. Површина општине износи 153,1 km².

## Историја
Основао га је војвода од Церингена у 12. веку као слободан град. Одатле и ме града, које значи „слободан замак“. Налази се на стратешки важном месту, где се спајају трговачки путеви од Средоземног мора, Северног мора, Дунава и Рајне. Око 1120. град је започео да гради средњовековну катедралу Минстер на месту старије цркве. Фрајбург је 1368. откупио слободу од локалног грофа и ставио се под заштиту Хабзбурговаца, који су допустили граду да задржи велики степен слободе.
Крај средњег века и почетак ренесансе представљали су и време напретка и време трагедије за Фрајбург. Војвода Албрехт VI успоставио је у Фрајбургу Алберт Лудвигс универзитет, један од најстаријих немачких универзитета. Град је 1520. предузео низ законских реформи, које су биле познате међу најпрогресивнијим у своје време. Покушали су да комбинују старе градске традиције са старим Римским законом. Фрајбург се 1520. изјаснио против реформације и постао је значајно упориште католицизма на горњој Рајни. У граду је било раширено веровање у вештице, па је 1536. почео лов на вештице. Пошто се 1564. појавила куга, од које је умрло око 2.000 људи после тога се још више појачао лов на вештице. Врхунац лова на вештице био је 1599. У старом граду постоји табла на старим зидинама, која означава место где су спаљиване вештице.
Током Тридесетогодишњег рата град је припадао час једнима, час другима, тако да су ту владали Аустријанци, Французи, Швеђани, Шпанци и различити чланови немачке конфедерације. Од 1648. до 1805. био је административни центар Предње Аустрије, хабзбуршких територија на југозападу Немачке. Једно време, од 1679. до 1697. био је под управом Француске. Град је 1805. заједно са подручјима Брајзгау и Ортенау постао део Бадена.
За време Другог светског рата Немци су 1940. грешком бацили 60 бомби на свој град. Савезници су 1944. бомбардовањем уништили велики део града. Већина центра града је била сравњена, сем Минстера. После рата град је поново изграђен према средњовековном плану. Кратко време је био седиште савезне државе Баден, која је убрзо постала део веће државе Баден-Виртемберг. Француска војска је окупирала Фрајбург 1945. Последња француска тенковска дивизија напустила је Фрајбург 1991.

## Демографија подаци
У самом мјесту је, према процјени из 2010. године, живјело 221.924 становника. Просјечна густина становништва износи 1.450 становника/km².

## Знаменитости
- Фрајбуршки Минстер (њем. Freiburg Münster) је готска катедрала са 116 m високим торњем. Торањ има 16 звона. најстарије звоно је из 1258. и тежи 3290 килограма. Катедрала је грађена у три фазе. Градњу је започео Конрад I од Бохемије 1120, друга фаза је почела 1210, а трећа 1230. Од оригиналне грађевине данас постоје само темељи.
- Историјска трговачка кућа (њем. Historisches Kaufhaus) из 1532.
- стара већница је завршена 1559.
- Мартинстор, стара градска врата
- Хотел—ресторан Цум ротем Берен (њем. Zum Roten Bären) се сматра најстаријим местом где су гост могли да се сместе. Изграђен је 1120.
- Хаус цум Валфиш (њем. Haus zum Walfisch) је изграђен за време цара Светог римског царства Максимилијана I и био је седиште цара од 1493. Ту је живео и Еразмо Ротердамски од 1529. до 1531.
- Швабентор, једна од градских врата

## Партнерски градови
- Безансон
- Инзбрук
- Падова
- Гилфорд
- Медисон
- Мацујама
- Лавов
- Гранада
- Исфахан

## Галерија
- Минстер
- Поглед на Фрајбург
- Поглед са Шлосберга
- Швабентор
- Шлосберг
- Градска већница
- Главна станица
- Концерна дворана
- Градски театар